# Stevenshofjesmolen
De Stevenshofjesmolen onder de Nederlandse stad Leiden (voorheen Wassenaar) staat aan de Veenwatering in de Stevenshofjespolder.
Het is een conisch gemetselde poldermolen met een ingebouwd scheprad en met een rietgedekte kap. De opvoerhoogte is ongeveer 0,75 meter. De vlucht bedraagt 20 meter.
De molen dateert van 1797. De molen is in de plaats gekomen van een eerdere molen die op 3 december 1796 verloren is gegaan. In strijd met de voorschriften was de molenaar afwezig, terwijl een ander het malen deed. Bij onweer met harde wind werkte het remsysteem niet goed ("de molen ging door de vang"), waardoor brand ontstond. De molenaar kreeg zijn ontslag.
De Stevenshofjesmolen was een seinmolen, die het sein overnam van de Zelden van Passe in Zoeterwoude. Op de roeden zitten weer beugels, zoals die op de oude Potroeden zaten. Het sein van de Stevenshofjesmolen moesten alle molens tot aan de kust volgen.
Sinds 1976 is de molen eigendom van de Rijnlandse Molenstichting.
d'Heesterboom ·
De Herder ·
Kikkermolen ·
Maredijkmolen ·
De Put ·
Rodenburgermolen ·
Stadsmolen ·
Stevenshofjesmolen ·
De Valk